# Torneo de Viena 2024
El Erste Bank Open 2024 fue un torneo de tenis perteneciente al ATP Tour 2024 en la categoría ATP Tour 500. El torneo tuvo lugar en la ciudad de Viena (Austria) desde el 21 hasta el 27 de octubre de 2024 sobre canchas duras.

## Distribución de puntos
| Modalidad            | Campeón | Finalista | Semifinales | Cuartos de final | 2.ª ronda | 1.ª ronda | Clasificados | 2.ª ronda de clasificación | 1.ª ronda de clasificación |
| Individual masculino | 500     | 330       | 200         | 100              | 50        | 0         | 25           | 13                         | 0                          |
| Dobles masculino     | 500     | 300       | 180         | 90               | –         | –         | 45           | 25                         | 0                          |

## Cabezas de serie

### Individuales masculino
| Tenista          | Ranking | Preclasificado |
| Alexander Zverev | 3       | 1              |
| Álex de Miñaur   | 9       | 2              |
| Grigor Dimitrov  | 10      | 3              |
| Tommy Paul       | 13      | 4              |
| Frances Tiafoe   | 15      | 5              |
| Lorenzo Musetti  | 18      | 6              |
| Jack Draper      | 19      | 7              |
| Alexei Popyrin   | 24      | 8              |

- Ranking del 14 de octubre de 2024.[2]

### Dobles masculino
| Tenistas                          | Ranking | Preclasificados |
| Marcelo Arévalo Mate Pavić        | 7       | 1               |
| Rohan Bopanna Matthew Ebden       | 15      | 2               |
| Harri Heliövaara Henry Patten     | 35      | 3               |
| Nathaniel Lammons Jackson Withrow | 40      | 4               |

## Campeones

### Individual masculino
Jack Draper venció a  Karen Khachanov por 6-4, 7-5

### Dobles masculino
Alexander Erler /  Lucas Miedler vencieron a  Neal Skupski /  Michael Venus por 4-6, 6-3, [10-1]